# زمین‌لرزه‌های ۱۴۰۱ آذربایجان غربی
زمین‌لرزه‌های ۱۴۰۱ آذربایجان غربی به مجموعه زمین‌لرزه‌هایی اشاره دارد که در پاییز و زمستان ۱۴۰۱ رخ داد و خساراتی را برجای گذاشت. بزرگ‌ترین این زمین‌لرزه‌ها با با بزرگی ۵٫۹ در مقیاس بزرگای گشتاوری در ۸ بهمن رخ داد که منجر به مرگ ۳ نفر در خوی شد.

## مشخصات

### زمین‌لرزه ۱۳ مهر ۱۴۰۱
براساس اعلام موسسه ژئوفیزیک دانشگاه تهران، زمین‌لرزه‌ای به بزرگی ۵/۴ M در ساعت ۳:۵۱ دقیقه بامداد چهارشنبه، ۱۳ مهرماه ۱۴۰۱، در عمق ۱۰ کیلومتری زمین در خوی رخ داد. کانون این زمین‌لرزه در فاصله ۷ کیلومتری خوی بوده‌است.

### زمین‌لرزه ۲۸ دی ۱۴۰۱
این زمین‌لرزه با ۵٫۷ M در ۲۸ دی ۱۴۰۱ در استان آذربایجان غربی ایران، در فاصله حدود ۸ کیلومتری شرق-جنوب‌شرقی شهر خوی رخ داد. این زلزله چندین پیش لرزه داشت.

### زمین‌لرزه ۸ بهمن ۱۴۰۱
در ۸ بهمن ۱۴۰۱ زمین‌لرزه‌ای با بزرگی ۵٫۹ M دوباره شهر خوی را لرزاند. این زمین‌لرزه در ساعت ۲۱:۴۴ روز شنبه در فاصله ۶ کیلومتری از شهر خوی در عمق ۷ کیلومتری زمین رخ داد. این زلزله حدود ۶۰ پس‌لرزه در پی داشت که بزرگ‌ترین آن‌ها در ساعت ۱۸:۱۱ عصر یکشنبه، با بزرگی ۴٫۵ M رخ داد.

زمین لرزه ۲۵ اسفند ۱۴۰۱
در ۲۵ اسفند ۱۴۰۱ بار دیگر زمین لرزه ای با قدرت ۵ ریشتر خوی را لرزاند که تا کنون ۲۰ نفر مصدوم شده اند. بزرگترین پس لرزه این زلزله ۳/۸ ریشتر بود

زمین لرزه ۴ فروردین ۱۴۰۲
زلزله ای به بزرگی ۵/۶ ریشتر مجدد خوی و سلماس را لرزاند که بیش از صد نفر مصدوم شدند.این زلزله پس لرزه هایی داشته که بزرگترین آنها ۳/۶ ریشتر بوده است

## تلفات و خسارت
زمین‌لرزهٔ مهرماه ۱۱۲۷ زخمی برجای گذاشت اما تلفات جانی نداشت. همچنین در پی این زمین‌لرزه ۱۱ هزار خانه تخریب شد.
زمین‌لرزهٔ ۸ بهمن ۱۴۰۱، ۳ کشته برجای‌گذاشت که ۲ نفر از آن‌ها براساس آسیب ناشی از زلزله و یک نفر براثر سکتهٔ قلبی، جان خود را از دست دادند. در این زمین‌لرزه ۱۱۶۰ نفر مصدوم شدند که مصدومان اهل شهرهای خوی، سلماس، فیرورق و… بودند. حدود ۷۰ روستا در این  زلزله خوی  آسیب دیدند و ۲۰ تا ۹۰ درصد منازل مسکونی در این مناطق دچار تخریب شدند. در پی این حادثه برق برخی مناطق زلزله‌زده قطع شد.